# ダイレクトウエハー法
ダイレクトウェハ法とはウェハの製造方法のひとつである。
高エネルギーに加速されたイオンを材料の結晶表面へ照射することで表面直下にダメージ層を導入した後、表面上へ結晶層を成長させる。
その後、ダメージ層を電気化学的に分解して成長させた結晶層を分離し、板状の結晶を作成する方法。
インゴットを切断してウエハーを製造する方法に比べて、切りしろが少なく、大面積結晶に対応できることなどが特長である。